# Zwitserse Federatie van Vakverenigingen
De Zwitserse Federatie van Vakverenigingen (Duits: Schweizerischer Gewerkschaftsbund, Frans: Union Syndicale Suisse, Italiaans: Unione Sindacale Svizzera) is de grootste Zwitserse vakfederatie. De SGB bestaat uit 19 afdelingen en telt ca. 316.000 leden.

## Geschiedenis
De Zwitserse Federatie van Vakverenigingen werd in 1880 opgericht in het stationsrestaurant Olten. In dit stationsrestaurant te Olten was reeds eerder o.a. de Zwitserse Alpenclub (in 1863) opgericht en in 1894, veertien jaar later, zou hier de Vrijzinnig-Democratische Partij (FDP/PRD) worden opgericht. In 1904 werd het Verband schweizerischer Arbeiterinnenvereine (SAV) opgericht. Sinds haar oprichting onderhoudt de SGB nauwe betrekkingen met de Sociaaldemocratische Partij van Zwitserland (SP/PS). Verscheidene SP-politici (meestal uit de linkervleugel van de partij) zijn lid van de SGB. Voormalig bondspresident en Bondsraadlid Ruth Dreifuss, die het Departement van Binnenlandse Zaken beheerde, was in het verleden werkzaam bij de SGB.
In 1898 werd Marie Büsser-Villinger het eerste vrouwelijke lid van het nationaal comité van de Zwitserse Federatie van Vakverenigingen.

## Status binnen de Internationale Vakbeweging
De SGB is aangesloten bij het Internationaal Vakverbond, het Europees Vakverbond en lid van het Adviescomité voor Vakbondsaangelegenheden van de Organisatie voor Economische Samenwerking en Ontwikkeling.

## Vakbonden aangesloten bij de SGB
- Verband schweizerischer Arbeiterinnenvereine (VSA) - vrouwenvakbond
- Unia - handarbeidersvakbond
- Comedia - mediavakbond
- Schweizerischer Eisenbahn- und Verkehrspersonal-Verband (SEV) - spoor- en verkeersbeambtenvakbond
- Schweizer Syndikat Medienschaffender (SSM) - mediavakbond
- Schweizerischer Verband des Personals öffenlicher Dienste (VPOD) - ambtenarenvakbond
- garaNto - vakbond voor douanebeambten
- Gewerkschaft Kommunikation - post-, telegram-, telecommunicatie-, logistiek- en IT-vakbond
- Schweizerischer Musikerverband - muzikanten/musicivakbond
- Verband Seidenbeuteltuchweber - zijdeweversvakbond
- Gewerkschafliche Bewegung für Arbeit und Gerechtigkeit (GEWAG)
- Schweizer Berufsverband Soziale Arbeit (SBS)

### Geassocieerde vakbonden
- kapers - Vereinigung des Kabinenpersonals
- Personalverband des Bundes (PDB) [
- Schweizerischer Bühnenkünstlerverband (SBKV) - toneelvakbond
- Schweizerischer Bankpersonalverband (SBPV) - vakbond bankpersoneel
- Die Onlinegewerkschaft - internetvakbond

## Voorzitter
De huidige voorzitter van de SGB is Paul Rechsteiner.